# Гаррогейт
Ха́ррогіт, застарілі назви: Харрогейт, Харрогет (англ. Harrogate) — курортне місто, що знаходиться у Північному Йоркширі, Англія. Традиційно місто є туристичним центром. Місто відомо своїми лікувальними водами та RHS Harlow Carr gardens. Неподалік від міста знаходиться національні парк Yorkshire Dales та Nidderdale AONB. У XVII сторіччі два поселення Нижній ти Верхній Харрогіт об'єдналися в одне місто. У 2013 році місто було визнано «найщасливішим місцем для життя» у Великій Британії.
Вода з родовищ міста багата на залізо, сірку та сіль. Місто стало відомо як «Англійський Спа» тільки після відкриття родовищ у XVI сторіччі. У XVII і XVIII сторіччях його «залізисті води» були поширеним видом лікуванням. Саме тому велика кількість заможних, але часто хворіючих людей приїжджали сюди, чим зробили значний внесок у розвиток міста.
У Харрогіті проживають 71,594 людини, згідно з переписом населення у 2001 році.
Девіз міста «Arx Celebris fontibus» значить «цитадель славиться своїми родовищами».

## Історія
Вперше назва міста загадується в 1330 році. Достовірне походження назви не відоме, але по деяким з них назва міста походить від староскандинавського, що означає «купа каміння» чи згідно іншій версії «шлях до Гарлоу». У вигляді «Harlowgate» назва відома з 1518 року. Ця назва була знайдена в судових документах Едуарда II.
У середньовічні часи Харрогітом називалась місцина на межі поселень Bilton та Pannal. Через деякий час Bilton переріс в High Harrogate, а Pannal в Low Harrogate. Обидві громади були розміщенні в Королівському лісу Нерсборо. У 1372 році король Едуард II подарував ліс своєму сину Джону, таким чином герцогство Ланкастер стало головним землевласником Харрогіту.
Вдалий розвиток міста почався після відкриття його родовищ, вода з яких містить залізо, сірку та сіль. Перше мінеральне родовище було відкрито в 1571 році Уїльямом Слінгсбі, котрий помітив що вода з місцевих родовищ володіє схожими властивостями, що й в бельгійському місті Спа. Про лікувальні властивості води написав своїй книзі «Spadacrene Anglica», яка вийшла в друці в 1626 році.
У XVII і XVIII сторіччях були відкриті ще декілька родовищ, як і в Верхньому так і в Нижньому Харрогіті. Упродовж XVII сторіччя були побудовані та відкриті ряд трактирів для відвідувачів джерел.
У XIX сторіччі місцина між Нижнім та Верхнім Харрогітом, які досі залишалися окремими громадами в милі один від одного, була розроблена простір між ними, там на височині з видом на нижній Харрогіт буде знаходитися центральна площа міста. А район на північ від швидко зростаючого міста було передано герцогству Ланкастер, та був відведений для житлового будівництва. Для того щоб забезпечити комфортні умови для туристів в 1788 році було побудовано театр, Bath Hospital (пізніше Royal Bath Hospital) побудували в 1826 році, а The Royal Pump Room в 1842.
У 1870 році інженер-винахідник Самсон Фокс вдосконалив технологію створення водяного газу в підвалі лабораторії Grove House. Його дім став першим в Йоркширі що мав повністю газове освітлення й опалення. Згодом побудовано завод, котрій забезпечував все місто газом. Після того як Parlament street стала першою вулицею повністю освітлену газом, у газетах про це написали: «Самсон Фокс схопив сонячне світло для Харогіта».
Наприкінці XIX — початку XX сторіччя, місто користувалося популярністю серед вищих прошарків суспільства та дворянства з континентальної Європи. Кількість туристів різко зменшилось після першої світової війни. Під час другої світової війни були розміщені урядові установи, що були евакуйовані з Лондона. Згодом була побудована нова дорога, що дало змогу зробити його більш вигідним для комерції, проведення конференцій та виставок.
У 1983 році в Харрогіті доктор Джордж Олівер вперше спостерігав за впливом адреналіну на організм.
У 2007 році двоє шукачів скарбів знайшли скарб. Археологи датували скарб Х століттям, він належав вікінгам. Скарб складався з 700 монет та багатьох предметів з віддалених кутків, наприклад Афганістан. Скарб був визнаним Британським музеєм як найважливіша знахідка за останні 150 років.

## Транспорт
Залізнична станція та автовокзал в центрі міста забезпечують транспортне сполучення. Міжнародний аеропорт Лідс Бредфорд знаходиться в 10 милях (16 км) на північний захід від міста. Через місто простягаються шлях А61, що сполучає Харрогіт з Лідсом та Ріпоном, і А59, що сполучає Йорк з Скиптоном.

## Цікаві факти
На північний захід від міста розташовані скелі Брімхем Мур.